# Bayard (släkt)
Bayard är en nordamerikansk familj, ursprungligen en fransk hugenottsläkt. 
Dess äldste med säkerhet kände stamfar var Samuel Bayard, en rik köpman i Amsterdam, som troligen var son till en till Holland undan religionsförföljelserna på 1580-talet flyktad teologie professor i Paris, Balthasar Bayard. Samuel Bayard var gift med en syster till Peter Stuyvesant, Nya Amsterdams siste guvernör, och hans änka åtföljde med sina tre söner brodern till Amerika 1647. 
Bland släktens medlemmar i Amerika märks följande: 
- Nicholas Bayard
- John Bayard
- James Bayard
- Richard Bayard
- Thomas Bayard